# Sebastian Prödl
Sebastian Prödl (Graz, 21 juni 1987) is een Oostenrijks voetballer die doorgaans als centrale verdediger speelt. In 2020 maakte hij de overstap van Watford naar Udinese. Prödl debuteerde in mei 2007 voor het Oostenrijks voetbalelftal.

## Clubcarrière

### Sturm Graz
Prödl stroomde in 2006 door vanuit de jeugd van Sturm Graz. Die club had hem weggehaald bij SV Feldbach en daarvoor speelde hij al bij SV Kirchberg. Zijn competitiedebuut voor Sturm Graz maakte de verdediger op 9 december 2006, toen met 1–0 werd verloren van SV Mattersburg. Prödl begon in de basisopstelling en hij speelde het gehele duel mee. Vanaf dat duel speelde de centrumverdediger elke wedstrijd dat seizoen negentig minuten mee. Op 9 mei 2007 maakte hij zelfs zijn eerste doelpunt als profvoetballer. Tegen SCR Altach tekende de Oostenrijker voor de enige treffer. Dat seizoen werd Sturm Graz zevende in de competitie. Het seizoen erna kwam Prödl tot zevenentwintig competitiewedstrijden en daarin zou hij drie doelpunten maken. Na de vierde eindklassering van zijn club, leek hij te gaan vertrekken bij de club. Eerder al hadden onder meer Udinese, AC Milan, Fiorentina, Werder Bremen en Espanyol interesse getoond in een transfer. Sturm Graz hanteerde een vraagprijs van rond de vijf miljoen euro. Hierdoor was hij te duur voor Hertha BSC, dat hem ook graag over wilde nemen.

### Werder Bremen
De vraagprijs van Sturm Graz bleek uiteindelijk toch lager te liggen, want voor een bedrag van circa tweeënhalf miljoen euro nam Werder Bremen de verdediger over. Hij tekende een vierjarige verbintenis bij de Noord-Duitse club. Het seizoen voor de komst van de Oostenrijker werd Werder tweede achter landskampioen Bayern München. Zijn debuut in de Bundesliga maakte de centrumverdediger op 16 augustus 2008. Op die dag speelde Werder Bremen met 2–2 gelijk tegen Arminia Bielefeld en coach Thomas Schaaf liet Prödl gedurende negentig minuten een duo vormen met Naldo in het hart van de defensie. Naast centraal achterin speelde Prödl ook als rechterverdediger, bij afwezigheid van Clemens Fritz. Op 18 maart 2009 maakte de Oostenrijker een belangrijk doelpunt voor zijn club. Op die dag werd de return gespeeld van de achtste finales van de UEFA Cup tegen Saint-Étienne. De thuiswedstrijd was al met 1–0 door Werder. Prödl begon opnieuw als rechtsachter en Naldo vormde de centrumverdediging met Per Mertesacker. In de zesde minuut kopte de Oostenrijkse verdediger een hoekschop van Torsten Frings achter de Franse doelman. Nadat Claudio Pizarro nog de tweede Duitse treffer maakte, leek het al beslist. Saint-Étienne maakte het spannend met twee doelpunten, maar met een opgetelde score van 3–2 was Werder door naar de kwartfinale. Aan het einde van het seizoen 2008/09 speelde Prödl twee finales met Werder. Op 20 mei 2009 werd de finale van de UEFA Cup met 2–1 verloren van Sjachtar Donetsk. Nadat de stand na negentig minuten 1–1 was, kwam er een verlenging en daarin maakte Jádson namens Sjachtar de winnende. Prödl speelde honderdtwintig minuten met Naldo in het centrum Tien dagen later vormde de Oostenrijker opnieuw een duo met Naldo toen Werder door een doelpunt van Mesut Özil de finale van de DFB-Pokal won van Bayer Leverkusen.
Het seizoen erna zat hij bijna helemaal op de bank. Naldo en Mertesacker kregen de voorkeur van coach Schaaf en Prödl was reserve achter hen twee. Tijdens het seizoen 2010/11 begon hij opnieuw als reserve, maar door een blessure van Naldo vormde de Oostenrijker vaak een duo met Mertesacker. Hij kwam dat seizoen tot vijfentwintig wedstrijden, ondanks dat hij vanaf maart 2011 geen wedstrijden meer speelde door een knieblessure. Het seizoen erna kwam hij maar tot zestien optredens, mede door blessures aan zijn aangezicht en zijn hamstring. In 2012 wilde het Italiaanse Lazio de verdediger graag overnemen omdat zijn contract in Bremen afliep in de zomer. Ondanks zijn geringe speeltijd kreeg de centrale verdediger toch een nieuw contract bij Werder, tot de zomer van 2015. Na zijn contractverlenging bleef zijn blessureleed aanhouden. In de eerste maanden van het seizoen 2012/13 liep Prödl blessures op aan zijn dij en zijn hoofd. Na het maken van zijn rentree, mocht de Oostenrijker op 13 april 2013 voor het eerst de aanvoerdersband om zijn arm dragen. Op die dag speelde hij negentig minuten in de wedstrijd tegen Fortuna Düsseldorf (2–2). In de herfst van 2014 bood de clubleiding van Werder Bremen Prödl een nieuw contract aan. De Oostenrijker besloot echter niet op die aanbieding in te gaan en wilde na zeven jaar Werder Bremen een nieuwe uitdaging. In die zeven seizoenen speelde de centrumverdediger 149 wedstrijden in de Bundesliga en daarin wist hij tienmaal een doelpunt te maken.

### Watford
Na het aflopen van zijn contract in Bremen tekende Prödl in juni 2015 een contract tot medio 2020 bij Watford, dat op dat moment net naar de Premier League was gepromoveerd. Hiermee was hij de eerste aanwinst van de promovendus. Op 8 augustus 2015 maakte hij in de uitwedstrijd tegen Everton (2–2) zijn debuut in de Premier League. Samen met José Holebas, Craig Cathcart en Allan Nyom vormde de Oostenrijker negentig minuten lang de defensie.

### Clubstatistieken
| Seizoen | Club          | Competitie     | Competitie | Competitie | Beker | Beker | Internationaal | Internationaal | Totaal | Totaal |
| Seizoen | Club          | Competitie     | Wed.       | Dlp.       | Wed.  | Dlp.  | Wed.           | Dlp.           | Wed.   | Dlp.   |
| ------- | ------------- | -------------- | ---------- | ---------- | ----- | ----- | -------------- | -------------- | ------ | ------ |
| 2005/06 | Sturm Graz    | Bundesliga     | 0          | 0          | 1     | 0     | —              | —              | 1      | 0      |
| 2006/07 | Sturm Graz    | Bundesliga     | 16         | 0          | 0     | 0     | —              | —              | 16     | 0      |
| 2007/08 | Sturm Graz    | Bundesliga     | 27         | 3          | 0     | 0     | —              | —              | 27     | 3      |
| 2008/09 | Werder Bremen | Bundesliga     | 22         | 0          | 3     | 0     | 8              | 1              | 33     | 1      |
| 2009/10 | Werder Bremen | Bundesliga     | 9          | 1          | 0     | 0     | 2              | 0              | 11     | 1      |
| 2010/11 | Werder Bremen | Bundesliga     | 25         | 1          | 2     | 0     | 8              | 1              | 35     | 2      |
| 2011/12 | Werder Bremen | Bundesliga     | 16         | 2          | 0     | 0     | —              | —              | 16     | 2      |
| 2012/13 | Werder Bremen | Bundesliga     | 28         | 1          | 1     | 0     | —              | —              | 29     | 1      |
| 2013/14 | Werder Bremen | Bundesliga     | 27         | 2          | 1     | 0     | —              | —              | 28     | 2      |
| 2014/15 | Werder Bremen | Bundesliga     | 22         | 3          | 2     | 0     | —              | —              | 24     | 3      |
| 2015/16 | Watford       | Premier League | 21         | 2          | 3     | 0     | —              | —              | 24     | 2      |
| 2016/17 | Watford       | Premier League | 33         | 1          | 1     | 0     | —              | —              | 34     | 1      |
| 2017/18 | Watford       | Premier League | 21         | 0          | 1     | 0     | —              | —              | 22     | 0      |
| 2018/19 | Watford       | Premier League | 1          | 0          | 1     | 0     | —              | —              | 2      | 0      |
| 2019/20 | Watford       | Premier League | 0          | 0          | 1     | 0     | —              | —              | 1      | 0      |
| Totaal  | Totaal        | Totaal         | 259        | 16         | 17    | 1     | 18             | 2              | 304    | 19     |

Bijgewerkt op 26 september 2019.

## Interlandcarrière
Prödl was aanvoerder van Oostenrijk –17, waarmee hij deelnam aan het het wereldkampioenschap voetbal onder 20 in 2007. Op dat toernooi maakte de verdediger een doelpunt in de wedstrijd tegen de Gambiaanse leeftijdsgenoten. Erwin Hoffer maakte het andere doelpunt voor de Oostenrijkers in het duel dat met 2–1 werd gewonnen. In de halve finale werd met 0–2 verloren van Tsjechië en in de wedstrijd om de derde plaats ging de ploeg opnieuw ten onder; het Chileense nationale team –17 was met 1–0 te sterk. Op 30 maart 2007 had hij al zijn debuut mogen maken voor de Oostenrijkse seniorenploeg. Op die dag werd met 0–1 verloren van Schotland in het Gerhard Hanappistadion. Prödl mocht één minuut voor tijd van bondscoach Josef Hickersberger invallen voor Martin Hiden. De andere Oostenrijkse debutant dit duel was Jürgen Patocka (SV Mattersburg). Op 22 augustus 2007 kreeg Prödl zijn eerste basisplaats. Op die dag werd door doelpunten van Jan Koller en Martin Harnik met 1–1 gelijkgespeeld tegen Tsjechië. Hickersberger koos ervoor om negentig minuten met Prödl en Martin Stranzl in het centrum van de verdediging te spelen. Zijn eerste doelpunt voor de Oostenrijkse nationale ploeg maakte de centrumverdediger op 26 maart 2008, toen gespeeld werd tegen Nederland. Na de openingstreffer van Andreas Ivanschitz bouwde Prödl de score met twee doelpunten uit naar 3–0. Daarna stelde Nederland orde op zaken en via doelpunten van Klaas-Jan Huntelaar, John Heitinga, Jan Vennegoor of Hesselink en opnieuw Huntelaar werd het 3–4. In de zomer van 2008 werd hij opgenomen in de Oostenrijkse selectie voor het EK in Oostenrijk en Zwitserland. Tijdens de eerste wedstrijd van het thuisland speelde hij mee, toen Luka Modrić uit een strafschop tekende voor het enige doelpunt voor de wedstrijd (0–1 voor Kroatië). Scheidsrechter Pieter Vink gaf Prödl in de tweede helft een gele kaart. In de tweede wedstrijd opende Roger Guerreiro namens Polen de score, maar in de blessuretijd maakte Ivica Vastić vanaf de strafschopstip gelijk nadat een overtreding op Prödl was gemaakt. De verdediger kreeg in dit duel opnieuw een gele kaart, dit maal van Howard Webb. Daardoor miste hij de derde groepswedstrijd van het thuisland, tegen Duitsland. Prödl speelde op 14 juni 2015 zijn vijftigste interland, een EK-kwalificatiewedstrijd in en tegen Rusland (0–1 winst). Op 8 september 2015 won Oostenrijk een kwalificatiewedstrijd voor het EK 2016 tegen Zweden met 1–4 door doelpunten van David Alaba, Martin Harnik (tweemaal) en Marc Janko. Zlatan Ibrahimović maakte nog een tegendoelpunt, maar dat mocht niet meer baten voor de Zweden. Door deze overwinning was Oostenrijk zeker van plaatsing voor het EK in Frankrijk. Oostenrijk werd uitgeschakeld in de groepsfase van het EK na nederlagen tegen Hongarije (0–2) en IJsland (1–2) en een gelijkspel tegen Portugal (0–0).

### Gespeelde interlands
| Interlands van Sebastian Prödl voor Oostenrijk | Interlands van Sebastian Prödl voor Oostenrijk | Interlands van Sebastian Prödl voor Oostenrijk | Interlands van Sebastian Prödl voor Oostenrijk | Interlands van Sebastian Prödl voor Oostenrijk | Interlands van Sebastian Prödl voor Oostenrijk |
| №                                              | Datum                                          | Wedstrijd                                      | Uitslag                                        | Competitie                                     | Goals                                          |
| Als speler bij Sturm Graz                      | Als speler bij Sturm Graz                      | Als speler bij Sturm Graz                      | Als speler bij Sturm Graz                      | Als speler bij Sturm Graz                      | Als speler bij Sturm Graz                      |
| ---------------------------------------------- | ---------------------------------------------- | ---------------------------------------------- | ---------------------------------------------- | ---------------------------------------------- | ---------------------------------------------- |
| 1                                              | 30 mei 2007                                    | Oostenrijk – Schotland                         | 0 – 1                                          | Vriendschappelijk                              |                                                |
| 2                                              | 2 juni 2007                                    | Oostenrijk – Paraguay                          | 0 – 0                                          | Vriendschappelijk                              |                                                |
| 3                                              | 22 augustus 2007                               | Oostenrijk – Tsjechië                          | 1 – 1                                          | Vriendschappelijk                              |                                                |
| 4                                              | 7 september 2007                               | Oostenrijk – Japan                             | 0 – 0                                          | Vriendschappelijk                              |                                                |
| 5                                              | 11 september 2007                              | Oostenrijk – Chili                             | 0 – 2                                          | Vriendschappelijk                              |                                                |
| 6                                              | 13 oktober 2007                                | Zwitserland – Oostenrijk                       | 3 – 1                                          | Vriendschappelijk                              |                                                |
| 7                                              | 6 februari 2008                                | Oostenrijk – Spanje                            | 0 – 3                                          | Vriendschappelijk                              |                                                |
| 8                                              | 26 maart 2008                                  | Oostenrijk – Nederland                         | 3 – 4                                          | Vriendschappelijk                              | 18', 35'                                       |
| 9                                              | 27 mei 2008                                    | Oostenrijk – Spanje                            | 1 – 1                                          | Vriendschappelijk                              |                                                |
| 10                                             | 30 mei 2008                                    | Oostenrijk – Spanje                            | 5 – 1                                          | Vriendschappelijk                              |                                                |
| 11                                             | 8 juni 2008                                    | Oostenrijk – Kroatië                           | 0 – 1                                          | EK 2008                                        |                                                |
| 12                                             | 12 juni 2008                                   | Oostenrijk – Polen                             | 1 – 1                                          | EK 2008                                        |                                                |
| Als speler van Werder Bremen                   |                                                |                                                |                                                |                                                |                                                |
| 13                                             | 20 augustus 2008                               | Oostenrijk – Italië                            | 2 – 2                                          | Vriendschappelijk                              |                                                |
| 14                                             | 6 september 2008                               | Oostenrijk – Frankrijk                         | 3 – 1                                          | WK 2010 kwalificatie                           |                                                |
| 15                                             | 10 september 2008                              | Litouwen – Oostenrijk                          | 2 – 0                                          | WK 2010 kwalificatie                           |                                                |
| 16                                             | 11 oktober 2008                                | Faeröer – Oostenrijk                           | 1 – 1                                          | WK 2010 kwalificatie                           |                                                |
| 17                                             | 15 oktober 2008                                | Oostenrijk – Servië                            | 1 – 3                                          | WK 2010 kwalificatie                           |                                                |
| 18                                             | 19 november 2008                               | Oostenrijk – Turkije                           | 2 – 4                                          | Vriendschappelijk                              |                                                |
| 19                                             | 11 februari 2009                               | Oostenrijk – Zweden                            | 0 – 2                                          | Vriendschappelijk                              |                                                |
| 20                                             | 1 april 2009                                   | Oostenrijk – Roemenië                          | 2 – 1                                          | WK 2010 kwalificatie                           |                                                |
| 21                                             | 12 augustus 2009                               | Oostenrijk – Kameroen                          | 0 – 2                                          | Vriendschappelijk                              |                                                |
| 22                                             | 3 maart 2010                                   | Oostenrijk – Denemarken                        | 2 – 1                                          | Vriendschappelijk                              |                                                |
| 23                                             | 19 mei 2010                                    | Oostenrijk – Kroatië                           | 0 – 1                                          | Vriendschappelijk                              |                                                |
| 24                                             | 11 augustus 2010                               | Oostenrijk – Zwitserland                       | 0 – 1                                          | Vriendschappelijk                              |                                                |
| 25                                             | 7 september 2010                               | Oostenrijk – Kazachstan                        | 2 – 0                                          | EK 2012 kwalificatie                           |                                                |
| 26                                             | 8 oktober 2010                                 | Oostenrijk – Azerbeidzjan                      | 3 – 0                                          | EK 2012 kwalificatie                           | 3'                                             |
| 27                                             | 12 oktober 2010                                | België – Oostenrijk                            | 4 – 4                                          | EK 2012 kwalificatie                           |                                                |
| 28                                             | 17 november 2010                               | Oostenrijk – Griekenland                       | 1 – 2                                          | Vriendschappelijk                              |                                                |
| 29                                             | 9 februari 2011                                | Nederland – Oostenrijk                         | 3 – 1                                          | Vriendschappelijk                              |                                                |
| 30                                             | 7 oktober 2011                                 | Azerbeidzjan – Oostenrijk                      | 1 – 4                                          | EK 2012 kwalificatie                           |                                                |
| 31                                             | 11 oktober 2011                                | Kazachstan – Oostenrijk                        | 0 – 0                                          | EK 2012 kwalificatie                           |                                                |
| 32                                             | 15 november 2011                               | Oekraïne – Oostenrijk                          | 2 – 1                                          | Vriendschappelijk                              |                                                |
| 33                                             | 1 juni 2012                                    | Oostenrijk – Oekraïne                          | 3 – 2                                          | Vriendschappelijk                              |                                                |
| 34                                             | 15 augustus 2012                               | Oostenrijk – Turkije                           | 2 – 0                                          | Vriendschappelijk                              |                                                |
| 35                                             | 11 september 2012                              | Oostenrijk – Duitsland                         | 1 – 2                                          | WK 2014 kwalificatie                           |                                                |
| 36                                             | 12 oktober 2012                                | Kazachstan – Oostenrijk                        | 0 – 0                                          | WK 2014 kwalificatie                           |                                                |
| 37                                             | 16 oktober 2012                                | Oostenrijk – Kazachstan                        | 4 – 0                                          | WK 2014 kwalificatie                           |                                                |
| 38                                             | 14 november 2012                               | Oostenrijk – Ivoorkust                         | 0 – 3                                          | Vriendschappelijk                              |                                                |
| 39                                             | 6 februari 2013                                | Wales – Oostenrijk                             | 2 – 1                                          | Vriendschappelijk                              |                                                |
| 40                                             | 7 juni 2013                                    | Oostenrijk – Zweden                            | 2 – 1                                          | WK 2014 kwalificatie                           |                                                |
| 41                                             | 14 augustus 2013                               | Oostenrijk – Griekenland                       | 0 – 2                                          | Vriendschappelijk                              |                                                |
| 42                                             | 10 september 2013                              | Oostenrijk - Ierland                           | 1 – 0                                          | WK 2014 kwalificatie                           |                                                |
| 43                                             | 11 oktober 2013                                | Zweden - Oostenrijk                            | 2 – 1                                          | WK 2014 kwalificatie                           |                                                |
| 44                                             | 15 oktober 2013                                | Faeröer – Oostenrijk                           | 0 – 3                                          | WK 2014 kwalificatie                           | 64'                                            |
| 45                                             | 3 juni 2014                                    | Tsjechië – Oostenrijk                          | 1 – 2                                          | Vriendschappelijk                              |                                                |
| 46                                             | 9 oktober 2014                                 | Moldavië – Oostenrijk                          | 1 – 2                                          | EK 2016 kwalificatie                           |                                                |
| 47                                             | 15 november 2014                               | Oostenrijk – Rusland                           | 1 – 0                                          | EK 2016 kwalificatie                           |                                                |
| 48                                             | 18 november 2014                               | Oostenrijk – Brazilië                          | 1 – 2                                          | Vriendschappelijk                              |                                                |
| 49                                             | 31 maart 2015                                  | Oostenrijk – Bosnië en Herzegovina             | 1 – 1                                          | Vriendschappelijk                              |                                                |
| 50                                             | 14 juni 2015                                   | Rusland – Oostenrijk                           | 0 – 1                                          | EK 2016 kwalificatie                           |                                                |
| Als speler van Watford                         |                                                |                                                |                                                |                                                |                                                |
| 51                                             | 5 september 2015                               | Oostenrijk – Moldavië                          | 1 – 0                                          | EK 2016 kwalificatie                           |                                                |
| 52                                             | 8 september 2015                               | Zweden – Oostenrijk                            | 1 – 4                                          | EK 2016 kwalificatie                           |                                                |
| 53                                             | 9 oktober 2015                                 | Montenegro – Oostenrijk                        | 2 – 3                                          | EK 2016 kwalificatie                           |                                                |
| 54                                             | 12 oktober 2015                                | Oostenrijk – Liechtenstein                     | 3 – 1                                          | EK 2016 kwalificatie                           |                                                |
| 55                                             | 17 november 2015                               | Oostenrijk – Zwitserland                       | 1 – 2                                          | Vriendschappelijk                              |                                                |
| 56                                             | 29 maart 2016                                  | Oostenrijk – Turkije                           | 1 – 2                                          | Vriendschappelijk                              |                                                |
| 57                                             | 4 juni 2016                                    | Oostenrijk – Nederland                         | 0 – 2                                          | Vriendschappelijk                              |                                                |
| 58                                             | 18 juni 2016                                   | Portugal – Oostenrijk                          | 0 – 0                                          | EK 2016                                        |                                                |
| 59                                             | 22 juni 2016                                   | IJsland – Portugal                             | 2 – 1                                          | EK 2016                                        |                                                |

Bijgewerkt op 24 juni 2016.

## Erelijst
| DFB-Pokal | 1x | 2008/09 |